# Pedrosa del Príncipe
Pedrosa del Príncipe est une commune d'Espagne dans la communauté autonome de Castille-et-León, province de Burgos. Elle s'étend sur 28,411 km2 et comptait environ 175 habitants en 2011.